# Korona królów
Korona królów (dalla quarta stagione: Korona królów. Jagiellonowie; letteralmente dal polacco La corona dei re e poi La corona dei re. Gli Jagelloni) è una soap opera storica polacca andata in onda su TVP1 nel 2018-2020 e dal 2023, che racconta la storia della monarchia in Polonia sotto il dominio degli ultimi Piast, gli Angioini e i primi Jagelloni, rispettivamente nel XIV e XV secolo.

## Episodi
| Stagione         | Episodi | Prima TV Polonia |
| ---------------- | ------- | ---------------- |
| Prima stagione   | 84      | 2018             |
| Seconda stagione | 161     | 2018–2019        |
| Terza stagione   | 155     | 2019–2020        |
| Quarta stagione  | 125     | 2023–2024        |
| Quinta stagione  | 125     | 2024             |